# Indigofera ammobia
Indigofera ammobia är en ärtväxtart som beskrevs av Maconochie. Indigofera ammobia ingår i släktet indigosläktet, och familjen ärtväxter. Inga underarter finns listade i Catalogue of Life.